# Serginho Chulapa
Sérgio Bernardino, más conocido como Serginho Chulapa o simplemente Serginho (n. São Paulo, 23 de diciembre de 1953), es un entrenador y exfutbolista brasileño, que se desempeñó como delantero. Es el máximo goleador de São Paulo con 242 goles una excelente media de 0,61 gol por juego. Serginho fue un espectacular delantero central.

## Carrera como futbolista
Su debut en el equipo profesional de São Paulo fue promovido por el entrenador Telê Santana, en un amistoso contra Bahia, el 6 de junio de 1973. Cuatro días después, marcó su primer gol como profesional, en el empate 1-1 contra Corinthians. Ese mismo año, fue prestado a Marília, regresando a São Paulo en 1974.
Para 1973, jugó 399 juegos para São Paulo y anotó 242 goles, convirtiéndolo en el mejor anotador en la historia del club.

## Santos
En Santos, llegó con algo de experiencia, a los 29 años. El jugador identificado con el club en cuatro pases. En total, incluidos otros pasajes (1983–1984, 1986, 1988 y 1989–1990), marcó 104 goles con la camiseta de Santos y es uno de los cuatro mejores anotadores del equipo después de la "Era Pelé".

## Corinthians
Vendido a Corinthians, Serginho llegó junto con otros jugadores establecidos, a principios de 1985, y el equipo se ganó el apodo de "Equipo Nacional". Pero la experiencia no fue buena, y en octubre el atacante ya quería regresar a Santos.

## Selección nacional
Seriginho jugó 20 juegos para el equipo brasileño y anotó 8 goles. Fue el delantero del equipo brasileño en el 82.
Serginho jugó 5 juegos como titular en la Copa del Mundo de 1982, anotó 2 goles y participó en algunos otros goles con pases y desplazamientos.

## Final de Carrera
Después de Santos, Serginho también defendió a Corinthians, equipos de Portugal y Turquía, Santos nuevamente y Portuguesa Santista, antes de llegar a São Caetano, en 1991. Defendió al club ABC durante tres temporadas, registrando en total, 12 goles, siendo el último en el empate, por 1 a 1, contra Ferroviária por el estado de 1993. Terminó su carrera a los 40 años en 1994 con 662 juegos y 387 goles.

## Carrera como entrenador
Como un entrenador efectivo e interino, Serginho lideró a Santos en 72 partidos, habiendo ganado 33, empatado 21 y perdido 18. Carismático y de buen humor, sigue siendo parte del equipo técnico del equipo de Vila, vinculado, como siempre, a su corazón.

## Clubes
| Club                | País     | Año       |
| ------------------- | -------- | --------- |
| Portuguesa          | Brasil   | 1968-1970 |
| Sao Paulo           | Brasil   | 1970-1973 |
| Marília             | Brasil   | 1974      |
| Sao Paulo           | Brasil   | 1975-1983 |
| Santos              | Brasil   | 1983-1984 |
| Corinthians         | Brasil   | 1985      |
| Santos              | Brasil   | 1986      |
| Marítimo            | Portugal | 1987      |
| Santos              | Brasil   | 1988      |
| Malatyaspor         | Turquía  | 1988-1989 |
| Santos              | Brasil   | 1989-1990 |
| Portuguesa Santista | Brasil   | 1990-1991 |
| Sao Caetano         | Brasil   | 1983-1984 |
| Atlético Sorocaba   | Brasil   | 1993      |

## Títulos

### Sao Paulo
- Campeonato Brasileño de Fútbol: 1977
- Campeonato Paulista:1975, 1980,1981

### Santos
- Campeonato Paulista: 1984
- Torneo Vencedores da América: 1983[9]
- Trofeo Reyno de Navarra: 1983

## Distinciones individuales
- Máximo goleador del Campeonato Paulista 1975, com 22 goles; de 1977, com 32 goles; 1983 com 22 goles; 1984 - 16 goles.
- Máximo goleador del Campeonato Brasileño de Fútbol: 1983